# Edwin Til' Illan
Edwin Til'Illan est l’un des personnages principaux des trilogies La Quête d'Ewilan, Les Mondes d'Ewilan et Le Pacte des Marchombres écrites par Pierre Bottero.

## Le Personnage
Edwin Til' Illan est né dans les Marches du Nord, dans la Citadelle des Frontaliers, au pied de la grande chaîne du Poll. Il est le fils d'Hander Til'Illan, Seigneur de la Citadelle qui ne le cède en importance qu'à l'empereur de Gwendalavir, Sil'Afian. Il a une jeune sœur, Siam Til'Illan, tout aussi redoutable que lui et qui manie le sabre avec une grande précision.
Les méthodes d'éducations des Frontaliers, basées sur le sens de l'honneur et la valeur guerrière, consistent à former les meilleurs guerriers du pays dont le rôle principal est de protéger la Frontière nord de Gwendalavir. Edwin a donc été formé très tôt aux armes jusqu'à exceller dans toutes. Il est très réputé en Gwendalavir et occupe en effet plusieurs rôles de grande importance au sein de l'Empire :
- Général en chef des armées alaviriennes.
- Commandant de la Légion Noire[1]
- Maître d'arme de L'empereur et grand ami de celui-ci.

Auxquels s'ajoutent le titre de Vainqueur des Dix Tournois, le fait qu'il soit le premier alavirien à avoir réussi l'exploit de défaire un Ts'lich seul - créatures ressemblant à l'horrible croisement d'un lézard et d'une mante religieuse - et qu'il soit un des seuls hommes à être entré dans le Grand Livre des Légendes de son vivant.
Par la suite, il parviendra également à tuer plusieurs Ts'liches, qui combattaient ensemble contre lui, seul.
Au cours de l'histoire Edwin tissera différents liens avec les autres personnages (en particulier avec Ellana, une membre de la guilde des marchombres dont il va tomber amoureux). Il se rapproche d'elle lors des tomes 2 et 3.
Avant cela, pendant sa jeunesse, il est tombé amoureux d'Elicia, la mère d'Ewilan et d'Akiro. L'empereur S'il Afian était aussi amoureux d'elle. Finalement, elle leur a préféré  Altan. Cependant, Edwin éprouve toujours pour elle une affection plus grande qu'il le faudrait vraiment et elle en est consciente.

## Son rôle dans les Livres
Son rôle principal est de protéger Ewilan au nom de l'Empereur, mais également en tant qu'ami de l'héroïne.

### Dans la Quête d'Ewilan
Edwin intervient pour la première fois dans D'un Monde à l'autre, premier tome de La Quête d'Ewilan. À ce moment de l'histoire, l'Empire va mal ! Dix des douze Sentinelles, les meilleurs Dessinateurs de l'empire, ont pactisé avec les Ts'liches afin d'accéder au pouvoir. Ils ont cependant été trahis et figés de manière à être incapable de d'utiliser leur Don. Après avoir trahis les Sentinelles, les Ts'liches ont apposé un verrou dans l'Imagination qui est la dimension dont se servent les Dessinateurs pour pratiquer leur Art. Lorsqu’Ewilan Gil'Sayan fait le grand pas sur le côté pour la seconde fois elle est alors accompagnée de son ami Salim Condo. Les deux jeunes gens qui étaient poursuivis par des Marcheurs se retrouvent dans la grande forêt de Baraïl située à la frontière Ouest de Gwendalavir et sont sauvés par Edwin qui s'occupera de les escorter jusqu'à Al-Jeit en passant par Al-Vor où ils seront rejoints par quelques compagnons. Arrivés à la Capitale, la petite troupe part pour la cité perdue d'Al-Poll où sont retenues les Sentinelles toujours sous le commandement d'Edwin. Celui-ci continuera à les guider lors de leur deuxième voyage qui les mènera dans l'archipel Aline avec pour but cette fois ci de retrouver les parents d’Ewilan.

### Dans les Mondes d'Ewilan
L'empire est sauvé ! Edwin reprend ses fonctions militaires à la tête des armées. Malheureusement Ewilan a été enlevée mystérieusement. Edwin et les autres joueront un rôle primordial dans leur mission qui consiste à empêcher Elea Ril' Morienval de renverser l'Empereur. La petite troupe ramènera de son périple dans notre monde un enfant originaire d'une contrée encore inexplorée située à l'Est de l'Empire, après la Mer des Brumes. Ce jeune garçon nommé Illian semble posséder un don dérivé de l'Art du Dessin. De retour en Gwendalvir, Edwin commence immédiatement à préparer une nouvelle expédition, destination : Valingaï, la ville d'origine d'Illian. Cependant, une menace se profile dans les Spires. Un Démon inconnu semble être étroitement lié avec Valingaï. Cette "méduse" puisque c'est ainsi qu'Ewilan l'appelle, s'étend dans les Spires empêchant tout Dessin impossible ou risqué de mort.
Edwin conduira donc cette nouvelle expédition à travers Gwendalavir, la Mer des Brumes, le Désert Ourou et les Plaines Souffles où ils voyageront avec les Haïnouks jusqu'à Valingaï où règne le culte de ce Démon qui hante l'Imagination. Edwin et les autres devront empêcher que ce Démon ne se matérialise dans leur dimension, le sort du monde en dépend !

### Dans Le Pacte des Marchombres
On ne retrouvera Edwin que dans le dernier Tome de cette série. On le mentionne également dans le tome 2, dans le cadre du tournoi d'Al-Jeit, dans lequel il remporte les 10 victoires. Les deux premiers Tomes relatent en effet l'apprentissage d'Ellana.
Il aura un fils, avec Ellana, du nom de Destan. Il jouera un rôle clé dans la Bataille qui opposera le Chaos à l'Harmonie. On retrouvera aussi tous les autres peuples guerriers de Gwendalavir.
À la fin du livre, il assumera son rôle d'héritier de la Citadelle en devenant le Seigneur des Marches du Nord.